# John Phillips (politico)
John R. Phillips (Leechburg, 15 dicembre 1942) è un politico, diplomatico e avvocato statunitense, ex ambasciatore in Italia e San Marino sotto l'amministrazione Obama.

## Biografia
Phillips è nato e cresciuto in una famiglia italoamericana a Leechburg, Pennsylvania, una piccola città con un'acciaieria a ovest dello Stato. I suoi nonni, Angelo Filippi e Lucia Colussi, emigrarono negli Stati Uniti nel 1900 e americanizzarono il nome di famiglia, cambiandolo da "Filippi" a "Phillips".
Phillips ha ricevuto un B.A. presso l'Università di Notre Dame nel 1966 e un J.D. nel 1969 presso l'Università della California a Berkeley School of Law (Boalt Hall), dove è stato membro del comitato di redazione della California Law Review.
Come avvocato, ha fondato e diretto lo studio legale Phillips & Cohen LLP, inizialmente con sede a Los Angeles e in seguito a Washington. Specializzatosi in whistleblowing ha recuperato miliardi di dollari indebitamente sottratti al governo americano.
Phillips ha investito in un gruppo di case (un "borgo", o villaggio) in Toscana nel 2001, vecchie più di 800 anni e in stato di rovina. I lavori di ristrutturazione per il ripristino e il miglioramento degli edifici e dei terreni sono durati otto anni e hanno seguito le regole di preservazione di luoghi storici. Il borgo, che ha un totale di 22 camere da letto (Borgo Finocchieto), è stato progettato per ospitare gruppi, piccole conferenze e programmi educativi, liberamente ispirato al modello dell'Aspen Institute.
Phillips è stato un membro del consiglio di fondazione della American Academy in Rome dal 2009 al 2013. Prima di diventare ambasciatore in Italia, ha fatto più di 50 viaggi in Italia nel decennio precedente.
Il 20 gennaio 2017, con la fine della Presidenza di Barack Obama e l'inizio della Presidenza di Donald Trump, Phillips viene sostituito da Lewis Eisenberg come ambasciatore in Italia e a San Marino.
Nel 2017 gli è stato attribuito alla Camera dei deputati il Premio America della Fondazione Italia USA.